# كيفن ماكليستر
كيفن ماكليستر (بالإنجليزية: Kevin McAllister)‏ (8 نوفمبر 1962 في المملكة المتحدة - ) هو مدرب كرة قدم ولاعب كرة قدم بريطاني في مركز جناح ‏. لعب مع تشيلسي ونادي فالكيرك ونادي هيبرنيان ونادي ألبيون روفرز.

## وصلات خارجية
- كيفن ماكليستر على موقع قاعدة بيانات كرة القدم.إي يو (الإنجليزية)